# Agathis flavescens
Agathis flavescens là một loài thực vật hạt trần trong họ Araucariaceae. Loài này được Ridl. mô tả khoa học đầu tiên năm 1914.